# Szentmártoni János
Szentmártoni János (Budapest, 1975. november 19. –) József Attila-díjas magyar költő, író, a Magyar Írószövetség volt elnöke (2010–2019. november). 2023-tól a Kulturális és Innovációs Minisztérium művészetért és közösségi művelődésért felelős helyettes államtitkára.

## Élete
Budapesten a Vásárhelyi Pál Szakközépiskola elvégzése után az Eötvös Loránd Tudományegyetem magyar szakán szerzett bölcsészdiplomát 2000-ben.
1989-1996 között a Stádium Fiatal Írók Körének alapító tagja. 1997-ben a Jelenlét folyóirat társszerkesztője. 2000-től a Magyar Írószövetség lapjának a Magyar Napló folyóirat versrovatának és a Magyar Napló Könyvkiadónak felelős szerkesztője. 2004-től a Magyar Írószövetség Költői Szakosztályának elnökségi tagja lett.
2006-tól megválasztották a Tokaji Írótábor kurátorává, 2006–2009-ig volt a Könyves Szövetség elnöke és az Új Átlók Művészeti Társaság titkára, 2009-től a Nemzeti Kulturális Alap Szépirodalmi Kollégiumának, 2010-től pedig a Móricz Zsigmond-ösztöndíj kuratóriumának és a MISZJE elnökségi tagja lett.
Nyolc évig szerkesztette a Magyar Napló Könyvkiadó Az év versei című reprezentatív antológiát. Verseit fordították angol, bolgár, finn, francia, lengyel, német, román, spanyol nyelvre.
A 2010. november 27-ei tisztújító közgyűlésen három évre a Magyar Írószövetség elnökének választották, 35 évesen vehette át a posztot a leköszönő Vasy Géza irodalomtörténésztől.
Lánya 1998-ban született. 2013 óta a Magyar Művészeti Akadémia levelező tagja. 2016-tól a Nemzeti Kulturális Alap Könyvkiadási Kollégiumának szakmai szervezetek által delegált tagja.

## Kötetei
- Útszéles magány (versek), Stádium Kiadó, Budapest, 1995
- Madárjós (versek), Tevan Kiadó, Békéscsaba, 1998
- Itt a papíron (versek), Széphalom Könyvműhely, Budapest, 2001
- Eleven csónak (esszék, kritikák, tanulmányok), Magyar Napló Kiadó, Budapest, 2004
- A másik apa (versek), Stádium Kiadó, Budapest, 2005
- Ulysses helikoptere (versek), Tipp-Cult – Parnasszus, Budapest, 2008
- Ballada hétköznapi díszletekkel (válogatott versek), Stádium Kiadó, Budapest, 2010
- El perro (A kutya, válogatott versek spanyolul) BlueBird Kiadó, Miami, 2010
- Calul lacurilor (Ló a tavon, válogatott versek románul és magyarul) Proema Kiadó, Nagybánya, 2011
- Miféle földet. Válogatott és új versek; Orpheusz, Bp., 2014
- Szomjúság. Kisregény; Magyar Napló, Bp., 2016
- A katarzis nyomában. Válogatott írások, beszédek és interjúk 1998–2020; Magyar Napló, Bp., 2021

## Antológiák
- A sivatag kupolája (Stádium, 1994)
- Lépcsők a csendbe (Stádium, 1996)
- Budapest szenen (Dumont, 1999)
- A hasonmások városa (szerk., Stádium, 2000)
- A névjegyen (Magyar Napló, 2001)
- Sorsod művészete – Gérecz Attila versei és utóélete (Stádium, 2001)
- Az év versei 2002, 2003, 2004, 2005, 2006, 2007, 2008, 2009 (szerk., Magyar Napló)
- Verskarácsony 2002 (BEZA Bt)
- Köszönjük (Novella Kiadó, 2002)
- Nincs és lehet közt (Masszi, 2002)
- Nyárdélutáni hold Rómában (Stádium, 2003)
- Európai utas (Magyar Rádió – Fekete Sas, 2004)
- Új Átlók Évkönyve (Stádium, 2004)
- Gyermekemnek (Novella Kiadó, 2005)
- Bástya (Vörösmarty Társaság, 2005)
- Tendré un helicóptero (Isla Negra, 2006)
- Sorsod művészete 2. (Stádium, 2006)
- Lehetsz-e még hármasikrek? Gérecz Attila-díjasok antológiája 1992-2006 (szerk., Stádium, 2006)
- Toronyzene – Átlók. Új Átlók. Reneszánsz (Stádium, 2009)
- Szép versek 2009 (Magvető)
- Rések az időn (Ráció, 2010)
- Gaál Imre világa (Stádium, 2010)
- Az év versei 2011 (Magyar Napló)
- Nyevedomoj szutyi zabitije granyi... Iz szovremennoj vengerszkoj poezii; szerk., előszó Szentmártoni János; Centr Rudomino, Moszkva, 2015 (Vengerszkij sztyilʹ)
- "Egy élet átúszik a többiekbe". A Magyar Írószövetség Örökös Tagjai; szerk. Rózsássy Barbara, Szentmártoni János; Orpheusz–Magyar Írószövetség, Bp., 2016
- Pályaívek. Portrék a Magyar Írószövetség örökös tagjairól; szerk. Szentmártoni János; Orpheusz, Bp., 2016
- Lakat vére hull. Válogatás a Magyar Írószövetség íróiskolás hallgatóinak műveiből; vál., szerk. Szentmártoni János; Arany János Alapítvány, Bp., 2019
- A katarzis nyomában. Válogatott írások, beszédek és interjúk, 1998–2020; Magyar Napló, Budapest, 2021
- Demeter Szilárd–Szőcs Géza–Szentmártoni János: Társalgókönyv. A magyar irodalompolitika tíz éve, 2010–2020; összeáll. Urbán Péter; Aegis Kultúráért és Művészetért Alapítvány, Székesfehérvár, 2022

## Díjai
- Gérecz Attila-díj (1995)
- NKÖM Édes Anyanyelvünk verspályázatának első díja (2004)
- József Attila-díj (2007)
- Bertha Bulcsu-emlékdíj (2009)
- Magyarország Babérkoszorúja díj (2020)
- A Magyar Érdemrend lovagkeresztje (2025)